# Ličko sredogorje
Ličko sredogorje (poznato i kao Gvozd, Lisina) je planinski lanac u Lici. Čini niz uzvišenja koji se pružaju usporedno s Velebitom. Zajedno s Velebitom, Malom Kapelom i Ličkom Plješivicom čini Ličko gorje ili Ličku visoravan.

## Položaj
Ličko sredogorje je istočniji kopneni nastavak Senjskog bila i pruža se kao usporedni lanac između Velebita i Male Kapele, od Gračaca do Kutereva. Jugozapadno od njega leži Gračačko i Ličko polje, a na sjeveroistočnoj strani prema Kapeli i Plješevici su Gacko, Koreničko i Krbavsko polje. Duž tog sredogorja je nanizano desetak podjednakih čunjastih vrhova visokih oko 1.200 m, okruženih klancima i brojnim ponikvama kao izraziti mrežasti krš.

## Vrhovi
- Kamena gora - 1.268 m, najviši vrh, kod Bunića
- Crni vrh - 1.245 m
- Paleš - 1.239 m
- Trojvrh ili Troura - 1.234 m, između Komića i Gornje Ploče
- Stipanov Grič - 1.233 m
- Jelovinac - 1.215 m
- Jelovura - 1.178 m

Vrhovi su većinom strmi i stjenoviti, uglavnom zarasli šumom i neprohodni. Put jedino postoji do Stipanovog Griča, gdje se nalazi mjerna meteorološka postaja.

## Odlike
Ličko sredogorje je nastalo od vapnenca, nekadašnjeg morskog dna, zbog čega je puno šupljina, pećina i jama. Izdiglo se kao i cijeli Dinaridi sudaranjem Jadranske mikroploče, koja se s Euroazijskom pločom odvojila od Afričke ploče. Zahvaljujući podatcima s mjerne postaje na Stipanovu Griču može se zaključiti kako je Ličko sredogorje toplije od Kapele i Plješevice i kako ima elemente južnih utjecaja i fenske klime.
Flora sredogorja je još bogatija od susjedne Male Kapele s oko 1.040 vrsta, a ima i posebnih endema, kao što su Iris dinarica, Centaurea japodana i druge.

## Vanjske poveznice
|  | Zajednički poslužitelj ima još gradiva o temi Ličko sredogorje |

|  | Portal Hrvatske – Pristup člancima s tematikom o Hrvatskoj. |